# کیمن ایرویز
کیمن ایرویز (انگلیسی: Cayman Airways) شرکت هواپیمایی بریتانیایی است، که در سال ۱۹۶۸ تأسیس شد.